# Icahn Stadium
L'Icahn Stadium è uno stadio situato sull'Isola di Randall, a New York, utilizzato principalmente per gli eventi di atletica leggera. È una delle sole cinque piste classificate "classe 1" e certificate a livello internazionale, negli Stati Uniti, dalla World Athletics. Dal 2005 al 2015 ha ospitato l'Adidas Grand Prix, meeting annuale di atletica leggera facente parte del circuito della Diamond League.
Lo stadio offre un anello di 400 metri estremamente veloce, affiancato da tribune coperte che possono ospitare fino a 5000 spettatori e dispone di moderni spogliatoi, docce e sale riunioni. In aggiunta la FIFA ha certificato il campo da calcio, a nord dello stadio, costruito con una superficie artificiale, recinzioni ed illuminazione.

## Storia
L'Icahn Stadium aprì i battenti il 23 aprile 2005 ed è così chiamato in onore al businessman statunitense Carl Icahn.
L'Icahn Stadium si trova sul luogo dell'ex Downing Stadium, aperto nel 1936 come parte di un più grande dipartimento di New York, progetto che ha incluso la costruzione del Triborough Bridge (ora il Robert F. Kennedy Bridge). L'apertura del Downing Stadium ha fatto la storia perché ha ospitato i trials olimpici statunitensi, durante i quali l'atleta Jesse Owens riuscì a qualificarsi in due discipline (100 e 200 metri piani) per i Giochi olimpici estivi di Berlino.
Il sito divenne casa base della squadra di calcio New York Cosmos, nonché sede di diversi eventi sportivi e concerti estivi. Le luci dello stadio, sono state recuperate dall'Ebberts Field dopo il suo abbattimento e quindi riutilizzate.
Dopo due anni di attività, l'Icahn Stadium aveva ospitato già più di 200 000 scuole superiori, college e atleti professionistici e spettatori durante la stagione di gare. Ogni anno, il numero di meting ed eventi che sono previsti aumentò sempre più, portando un numero sempre più alto di persone alla struttura.
Gestito dalla Randall's Island Sports Foundation (RISF), l'Icahn Stadium serve gli abitanti di New York ed oltre. RISF fu fondata nel 1992 come una partnership pubblico-privato per lavorare per Randall's Island Park. La fondazione, congiunta con la comunità locale, lavora per realizzare il potenziale immenso dell'isola attraverso lo sviluppo di strutture sportive e ricreative, ripristinando il suo vasto ambiente naturale, recuperando e mantenendo il parco, e sponsorizzando i programmi comunitari per i bambini di New York che portano oltre 14000 bambini di scuole pubbliche con poche risorse da Harlem e dal South Bronx all'isola ogni anno.
L'Icahn Stadium era incorporato come centro di allenamento nella candidatura della città di New York per i Giochi olimpici estivi del 2012.

## Avvenimenti importanti
- Il 31 maggio 2008, il velocista giamaicano Usain Bolt ha stabilito, in occasione del meeting Reebok Grand Prix sulla pista dell'Icahn Stadium, il record mondiale dei 100 metri piani con il tempo di 9"72, 2 centesimi meglio del precedente primato che era detenuto dal connazionale Asafa Powell.[6]